# جامعة لينكولن
جامعة لينكولن (بالإنجليزية: University of Lincoln)‏ هي جامعة أبحاث عامة في لينكولن، إنجلترا. تعود أصول الجامعة إلى عام 1861م،  وحصلت على الاعتراف في عام 1992م، ثم سميت باسمها الحالي وهيكلها في عام 2001.
يقع حرم لينكولن الرئيسي بجوار برايفيلد بول، موقع التجديد الحضري في المدينة منذ التسعينيات؛ توجد حرم جامعية أخرى للجامعة في ريسهولمي (بما في ذلك مزرعة للأبحاث، في نفس الموقع مثل كلية بيشوب بورتون الزراعية، ومركز أبحاث تيسكو) وهولبيتش (يضم المركز الوطني لتجهيز الأغذية). تقام حفلات التخرج في كاتدرائية لينكولن والتي تعود للقرون الوسطى.
وصفت الإندبندنت الجامعة بأنها «أفضل شيء يحدث في لينكولن منذ عهد الرومان». تقدم لينكولن بسرعة في التصنيف الجامعي، حيث ارتفعت 60 رقما في أربع سنوات. وصفت صحيفة صنداي تايمز، والمسؤولة عن دليل التايمز لجامعة التايمز، تطور الجامعة بأنه «التحول الأكثر دراماتيكية للجامعة في الآونة الأخيرة». في عام 2012م احتلت الجامعة المرتبة الأولى من بين أفضل 50 دليلًا لجامعة الجارديان لأول مرة،  وفي عام 2016 صنفت من بين أفضل 40 جامعة إنجليزية لأول مرة من خلال دليل الجامعة الكامل. في عام 2019 صنفت الجامعة في المرتبة 22 في دليل جامعات الجارديان، وهي المرة الأولى التي وضعت فيها ضمن أفضل 30 مركزًا.

## مرافق الحرم الجامعي

### مكتبة

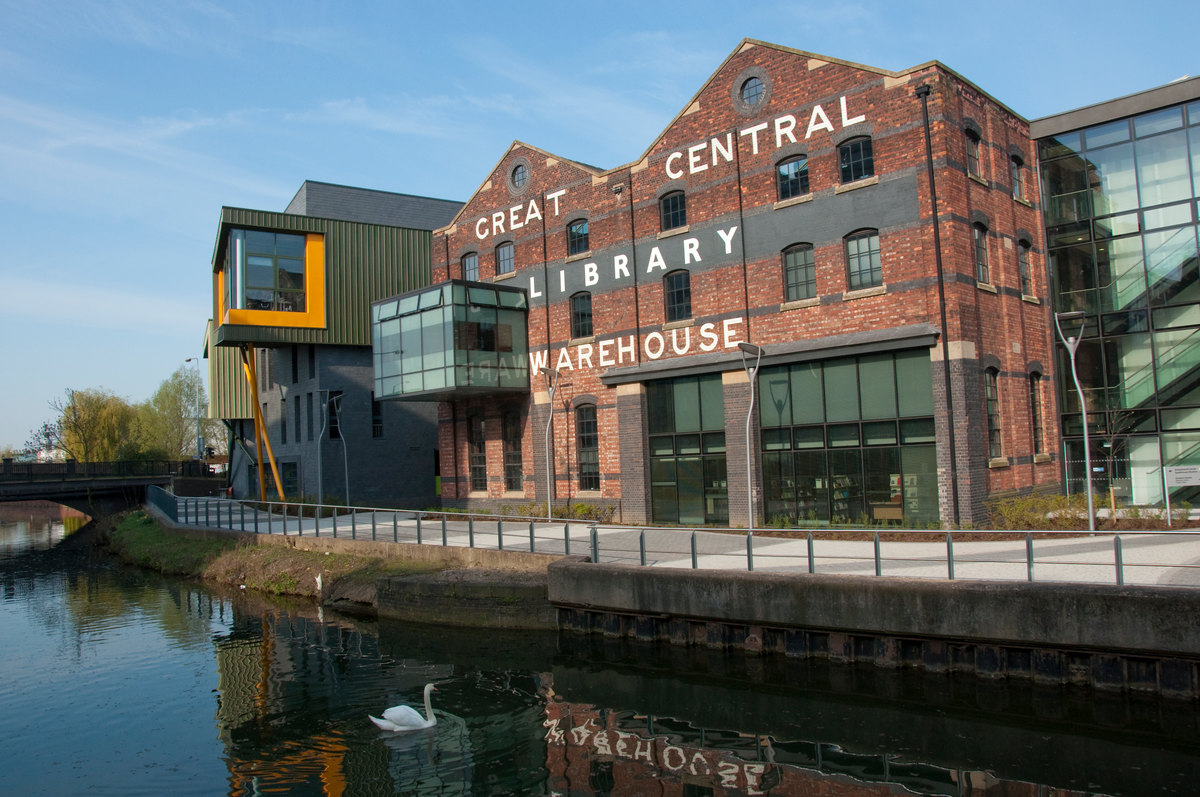
مكتبة جامعة لينكولن

تقع المكتبة في مبنى قريت سنترال وير هاوس، وهو مستودع سلع صناعية وسكة حديد، افتتحت المكتبة في ديسمبر عام 2004م في حرم برايفورد. إجمالا تضم مكتبات الجامعة أكثر من 300000 كتاب ومجلة ومقالات مرجعية أخرى.
بني مبنى جي سي دبليو عام 1907م بواسطة قريت سنترال ريل وي. قضى النصف الثاني من القرن العشرين مستودعا للبناء قبل أن تسوء حالته في عام 1998م. ثم تحول إلى مكتبة (صممها فريق المهندسين المعماريين داخل الجامعة)، وافتتحت رسميًا في عام 2004م من قبل الرئيس التنفيذي لوكالة ضمان الجودة في المملكة المتحدة للتعليم العالي.

## مشاهير

### أكاديميون
- جين تشابمان - أستاذ الاتصالات [12]
- كارين لويس - أستاذة الفهم العام للبحوث

### الخريجون
- جوردون بالدوين - بوتر
- ديفيد فيرث - فنان رسوم متحركة وفنان بصري [13]
- جوناثان فويل - مؤرخ معماري
- أندريا جنكينز - النائب عن مورلي وأوت أود
- توم مارشال - فنان وصورة ملونة
- بول نوبل - فنان بصري
- فيكي فيليبس - أستاذ ومدير في مؤسسة بيل وميليندا غيتس [14]
- كريس رانكين - ممثل سينمائي
- توماس ريدجويل - مصمم فيديو يوتيوب
- جين شارب - المذيع
- مارتن فيكرز - النائب عن كليثوربس [15]
- خوان واترسون - إم إتش كي لـ روشن [16] ورئيس مجلس النواب في كيز
- دان وود - المذيع

## وصلات خارجية
- جامعة لينكولن
- اتحاد طلاب جامعة لينكولن